# مترسک (فیلم ۱۹۷۳)
مترسک (به انگلیسی: Scarecrow) فیلمی جاده‌ای به کارگردانی جری شاتزبرگ و بازی جین هکمن و آل پاچینو محصول سال ۱۹۷۳ است.

## داستان
مکس (جین همکن) تازه از زندان آزاد شده‌است و به دنبال شریکی برای کار می‌گردد. در راه برگشت از زندان به فرانسیسکولیون (آل پاچینو) برمی‌خورد. مکس، فرانسیس را به شراکت در انجام شغلی دعوت می‌کند و فرانسیس هم قبول می‌کند. از طرفی فرانسیس از سرنوشت همسر و فرزندش بی‌خبر است و امیدوارانه شهرهای مختلف آمریکا را طی می‌کند تا به خانواده‌اش برسد.

## جوایز و افتخارات
این فیلم برنده نخل طلای بهترین فیلم از جشنواره فیلم کن در سال ۱۹۷۳ شد.
در نقدی که در سال ۲۰۱۳ و در روزنامه گاردین به قلم پیتر بردشاو چاپ شد، وی، این فیلم را یک شاهکار توصیف می‌کند و معتقد است پاچینو و هکمن بهترین بازی‌های عمرشان را انجام داده‌اند.